# 阿默斯特森特 (麻薩諸塞州)
阿默斯特森特（英語：Amherst Center）是位於美國麻薩諸塞州漢普夏縣的一個普查規定居民點。

## 人口
根據2020年美國人口普查的數據，阿默斯特森特的面積為12.85平方千米，當中陸地面積為12.80平方千米，而水域面積為0.05平方千米。當地共有人口19065人，而人口密度為每平方千米1,483.66人。